# Cortes de Carrión (1317)

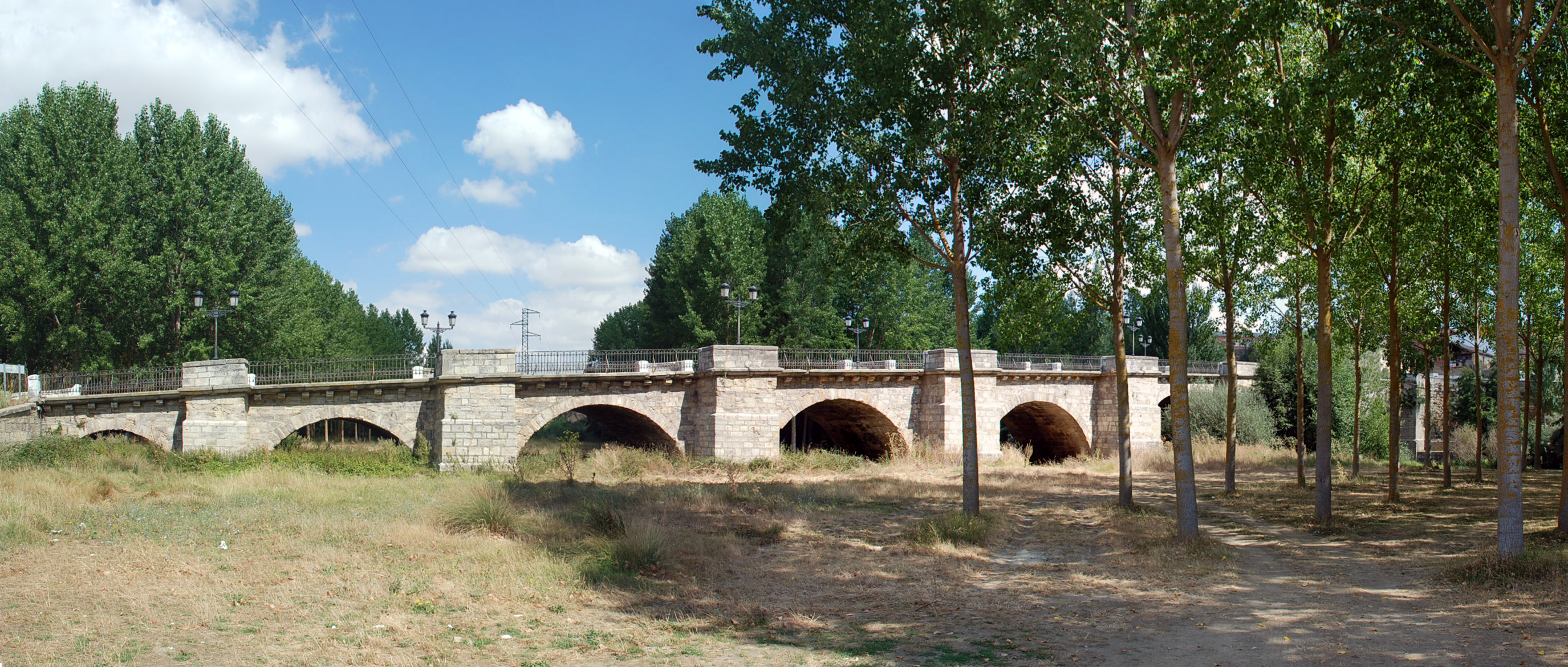
Puente sobre el río Carrión. (Carrión de los Condes).

Cortes de Carrión de 1317. Cortes del reino de Castilla celebradas en el municipio de Carrión de los Condes en el año 1317, durante la minoría de edad de Alfonso XI de Castilla.
Fueron las terceras Cortes celebradas en el reinado de Alfonso XI, y diversos autores señalan el «decidido carácter revolucionario contra el poder real» de las Cortes de Carrión, debido a que los tutores del pequeño rey se limitaron a confirmar el cuaderno de peticiones que les presentó la Hermandad general, mostrando con ello la influencia política alcanzada por esta última y el control que llegó a tener sobre los tutores del rey Alfonso XI.

## Las Cortes de Carrión de 1317

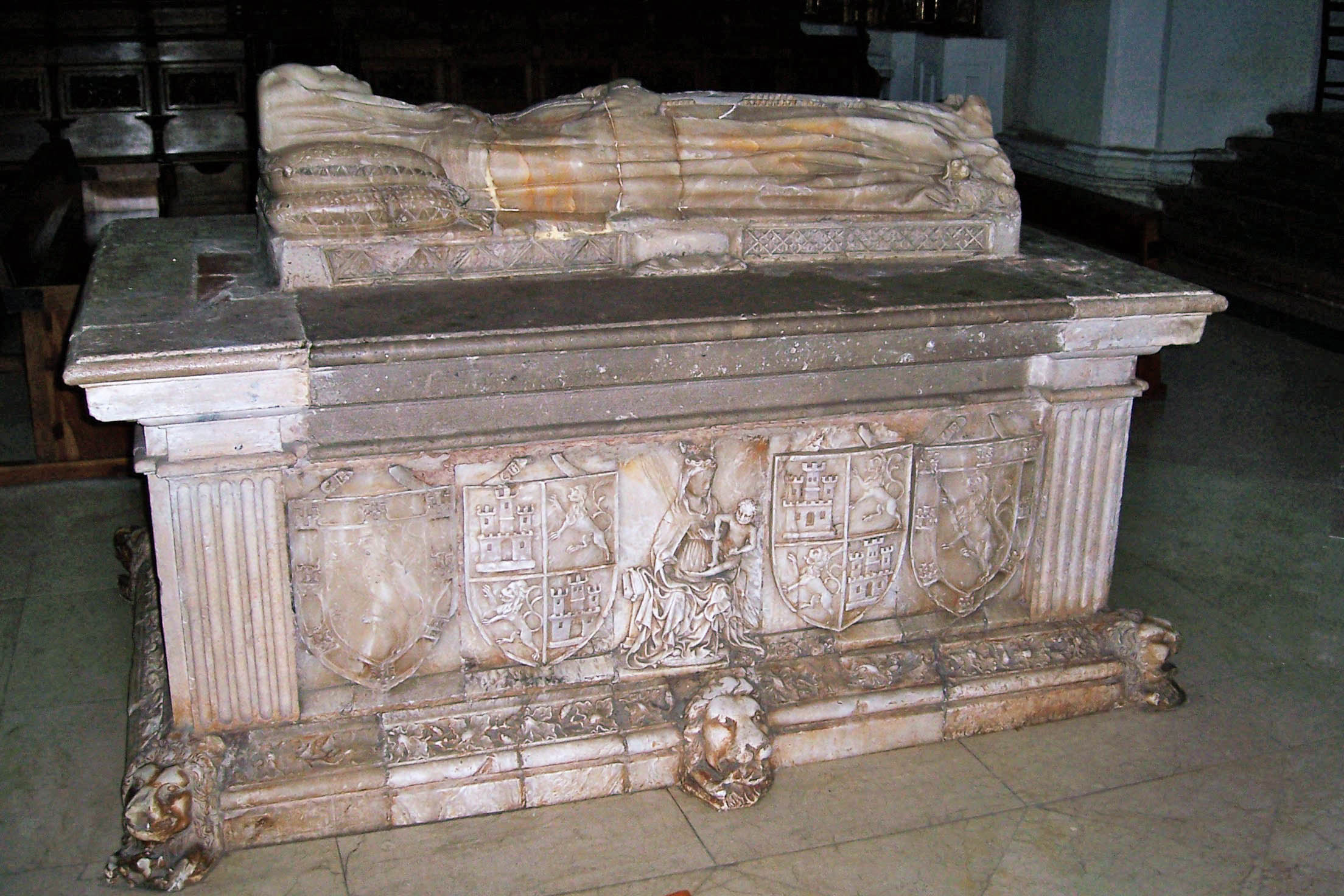
Sepulcro de la reina María de Molina. (Monasterio de las Huelgas Reales de Valladolid).

Tras la muerte de Fernando IV en 1312, los infantes Juan y Pedro de Castilla eran los tutores del rey Alfonso XI durante su minoría de edad junto con la reina María de Molina, abuela del niño rey. La Gran Crónica de Alfonso XI señala que los representantes de las villas y concejos de Castilla se reunieron en Burgos con algunos ricoshombres y se mostraron inquietos porque el infante Pedro había mandado matar a un caballero llamado Martín Alfonso de Rojas en Palencia. Y a causa de ello, los procuradores de la Hermandad general y los nobles intentaron que el infante Pedro dejara la tutoría del rey, solicitaron rehenes a todos los tutores del rey, y les exigieron que les dieran cuenta del estado de las rentas de la Corona en Carrión de los Condes. Y se acordó que en caso de que los tutores matasen o lisiasen a alguna persona sin derecho perderían los rehenes que habían entregado.
Una vez reunidos en Carrión los procuradores y los nobles, procuraron que el infante Pedro dejase la tutoría, contando para ello con el apoyo del infante Juan, y, mientras tanto, el infante Pedro se encontraba combatiendo en la frontera a los musulmanes del reino de Granada. Y una vez reunidas las Cortes en Carrión, el infante Juan, que intentaba que el infante Pedro abandonase la tutoría, propuso que los tres tutores renunciaran a la tutoría y que las Cortes designasen a un nuevo tutor del rey, aunque los partidarios del infante Pedro y los de su madre, la reina María de Molina, se opusieron al proyecto del infante Juan y no consintieron que ninguno de ellos renunciase a la tutoría.
La muerte, en 1315, de Juan Núñez II de Lara, señor de Lara, privó al infante Juan de su principal valedor ante la Corte portuguesa, y, por ello, dicho infante se alejó de esta última y comenzó a buscar el apoyo aragonés. Y el rey Jaime II de Aragón, que también apoyaba a su yerno, el infante Pedro, envió un embajador plenipotenciario a las Cortes de Carrión y se mostró partidario de que los infantes Pedro y Juan ejercieran la tutoría compartida del rey Alfonso XI. Y a pesar de que la Crónica de Alfonso XI señala que a las Cortes de Carrión acudieron «prelados et ricos omes et los personeros de los concejos», diversos autores señalan que el estamento eclesiástico no acudió, basándose en el ordenamiento de las Cortes, en el que no se menciona a los prelados, y en los documentos de la época.

La muerte de Rodrigo del Padrón, arzobispo de Santiago de Compostela, en 1316, fue aprovechada por los miembros del concejo de dicha ciudad, que deseaban liberarse de la tutela de los arzobispos compostelanos, para ampliar sus libertades personales y acrecentar su propia autonomía. Y para conseguirlo, enviaron a las Cortes de Carrión a dos burgueses de la ciudad, Pedro Yáñez do Campo y Martín Bernáldez, que presentaron al infante Juan, ya que el infante Pedro apoyaba al cabildo catedralicio compostelano, sus quejas contra dicho cabildo, y obtuvieron del infante Juan una Real Carta en la que se disponía que el señorío del rey fuese guardado en Santiago de Compostela y los derechos del concejo de dicha ciudad no cayeran en el olvido.

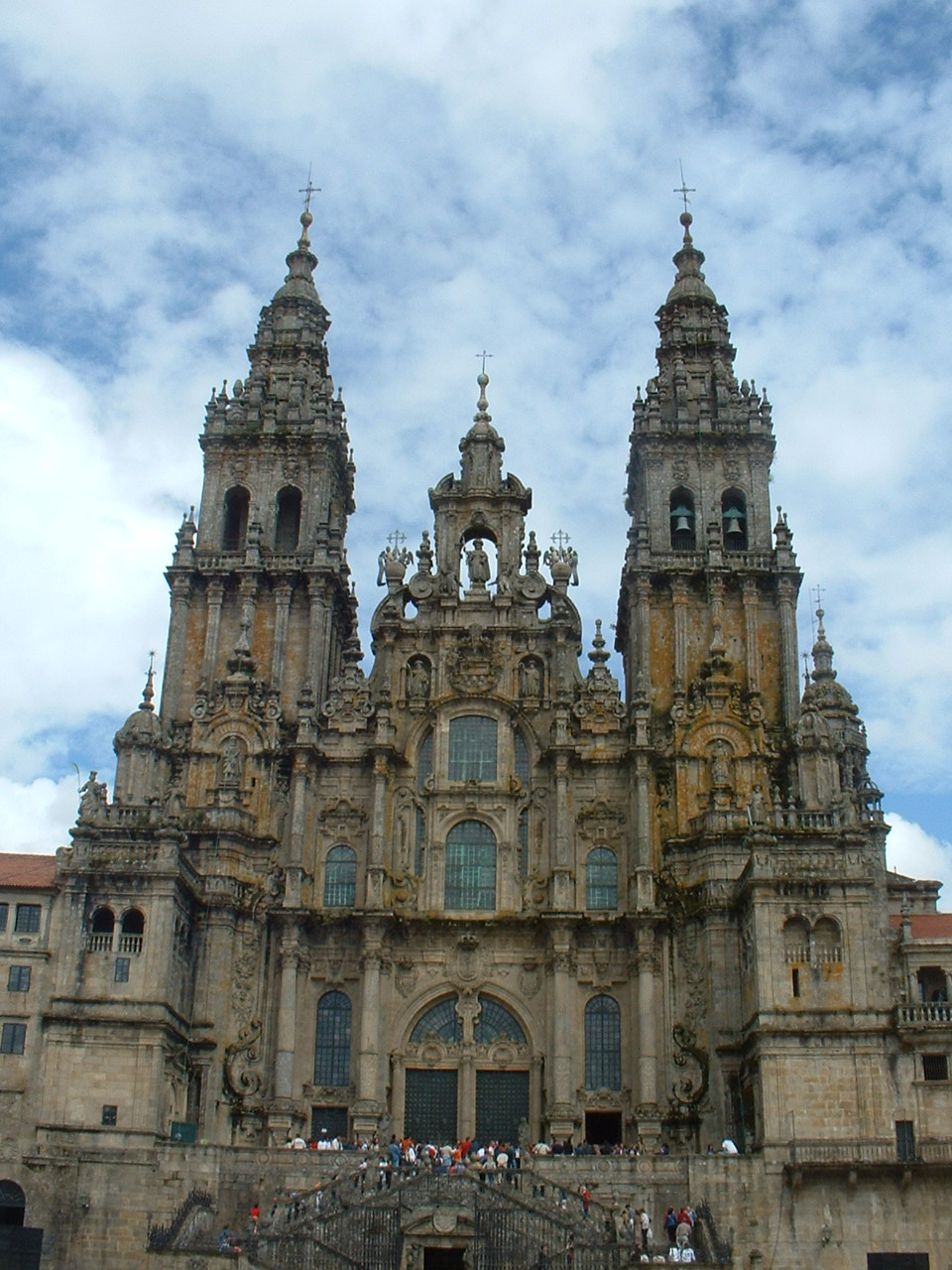
Fachada del Obradoiro de la catedral de Santiago de Compostela.

Y el cabildo catedralicio compostelano, inquieto por la carta otorgada por el infante Juan, envió a las Cortes de Carrión como procurador al canónigo García Prego, quien, además de protestar por la carta de dicho infante, se preocupó por los intereses económicos de la archidiócesis compostelana. Y cuando durante las Cortes los campesinos concedieron cinco servicios, y los nobles y el clero otro servicio, argumentó ante las Cortes que la Iglesia compostelana, según los privilegios de que disfrutaba, debería disponer de la mitad de los servicios que se recaudasen entre sus vasallos, donde quiera que estos habitasen. Y en consecuencia los tutores del rey ordenaron a los cogedores de dichos servicios que, una vez confeccionados los padrones, permitiesen recaudar a los oficiales de Santiago la mitad correspondiente a la mesa arzobispal.
Durante las Cortes de Carrión también se intentó resolver el pleito existente entre el concejo de Sahagún y el monasterio de San Benito de Sahagún, que se remontaba al año 1304. Y el 2 de abril de 1316 los tutores del rey enviaron una carta al concejo de Sahagún ordenando que el abad del monasterio fuera el encargado de guardar las llaves de la villa, nombrar a los alcaldes, y dar permiso para que los merinos pudieran penetrar en su jurisdicción. Pero a pesar de ello, los miembros del concejo facundino solicitaron en las Cortes de Carrión, junto con algunos miembros de la Hermandad general, que dicha sentencia fuera revisada, y el infante Juan, que la había sancionado, afirmó que la revisaría junto con los hombres buenos de la Hermandad general, y que en caso de que el concejo de Sahagún hubiera recibido algún perjuicio el infante lo desharía de acuerdo con la ley.
En las Cortes de Carrión los tutores del rey se limitaron a aprobar el cuaderno de peticiones que les presentó la Hermandad general de los concejos, y que había sido elaborado en las reuniones que la Hermandad había tenido previamente en Cuéllar y en Carrión de los Condes. Y ello demuestra el poder que alcanzaron los concejos al hermanarse entre sí, aunque el protagonismo político que alcanzaron durante la minoría de edad de Alfonso XI fue efímero, ya que cuando el rey alcanzó la mayoría de edad, una de sus primeras decisiones fue suprimir todas las hermandades concejiles, como la Hermandad General de Andalucía, en las Cortes de Valladolid de 1325.
En septiembre de 1316 comenzaron las Cortes de Carrión. Durante cuatro meses se examinaron las rentas del rey y el uso que los tutores habían hecho de ellas, aunque no se descubrieron fraudes por parte de los mismos. Los procuradores pidieron a los tutores del rey que les informasen sobre el destino que estos dieron a los tributos reales y entonces se comprobó que en la Hacienda real había un enorme déficit, que ascendía a la cantidad de ocho millones de maravedís; esta cantidad casi duplicaba el déficit existente durante las Cortes de Burgos de 1308, reunidas en el reinado de Fernando IV de Castilla. Ese déficit era debido, entre otros factores, al progresivo incremento de las soldadas que la Corona estaba obligada a entregar a los nobles.

Los representantes de los concejos aprobaron durante las Cortes la concesión de cinco servicios, que fueron destinados en su mayor parte a continuar la guerra contra el reino de Granada, y en la Crónica de Alfonso XI se consignaron las razones de la pobreza general del reino, que se pusieron de manifiesto en las Cortes al examinar el estado de la Hacienda real:

Et entonces ante todos los Concejos de la tierra afinaron la cuenta, et fallaron que non montaron más las rentas del Rey de un cuento de toda la tierra sin la frontera, et más seiscientas veces mil maravedís, a diez dineros el maravedí, que eran martiniegas, et portazgos, et juderías, et derechos, et calopnias, et almoxarifadgos, et salinas, et ferrerías. Et la razón porque las rentas del Rey eran tan apocadas, era por muchos logares et villas que los Reyes avían dado por heredamientos; et otrosí por muchas guerras que avían fecho en toda la tierra a muchos logares; et otrosí por las monedas que avían abatidas muchas veces en tiempos del Rey Don Fernando, que ganó a Córdoba et a Sevilla, et en tiempo del Rey Don Alfonso su fijo; et en tiempo del Rey Don Sancho su fijo fue abatida una vez; et otra vez fue abatida en tiempo del Rey Don Fernando su fijo, padre de nuestro Rey Don Alfonso.

Escudo de armas del infante Pedro de Castilla, hijo de Sancho IV y de la reina María de Molina.

La paralización de la Reconquista y la crisis económica y demográfica del siglo XIV supuso para los nobles una drástica reducción de su nivel de ingresos y, por ello, frecuentemente cometieron toda clase de crímenes, saqueos y violencias, e intentaron controlar a la monarquía y disfrutar de sus rentas y posesiones. Y a causa de ello, diversos historiadores señalan que el enfrentamiento entre la nobleza y la monarquía era con frecuencia más «de tipo económico-financiero que político».
Las sesiones de las Cortes se prolongaron hasta el comienzo de la primavera, y el ordenamiento de las Cortes, que fue sancionado por los tres tutores del rey, fue otorgado en Carrión el 28 de marzo de 1317. No obstante, y a pesar de que su nombre figura en el ordenamiento de las Cortes, diversos autores señalan que la reina María de Molina no asistió a ellas por haber sido impuestas «no por los pueblos en general, sino por determinados grupos resentidos», haciendo referencia a los partidarios del infante Juan.
Pero a pesar de lo anterior, la Gran Crónica de Alfonso XI señaló que durante las Cortes, el infante Juan y sus partidarios solicitaron a la reina, que se encontraba en Palencia, que acudiera a Carrión de los Condes. Y ella acudió y dejó al rey Alfonso XI en Valladolid, y al llegar a Carrión sancionó el ordenamiento de las Cortes que le presentaron. Sin embargo, poco después se entabló una disputa entre los hijosdalgo que asistieron a las Cortes debido al reparto de los fondos que se concedieron a la Corona, y el infante Juan estuvo a punto de perder la vida en dicha reyerta, aunque al final no hubo muertos ni heridos. Y la reina, por su parte, abandonó Carrión y se dirigió a Palencia, enojada por el poco respeto que le habían demostrado durante la disputa, y poco después el infante Juan se reunió con ella y desde allí «acabaron el libramiento de los dineros». Y acto seguido la reina y el infante Juan se dirigieron a Valladolid, donde se encontraba Alfonso XI, y allí fueron informados de que el infante Pedro se encontraba en Córdoba y se preparaba para entrar en la Vega de Granada para luchar contra los musulmanes.

### Disposiciones generales

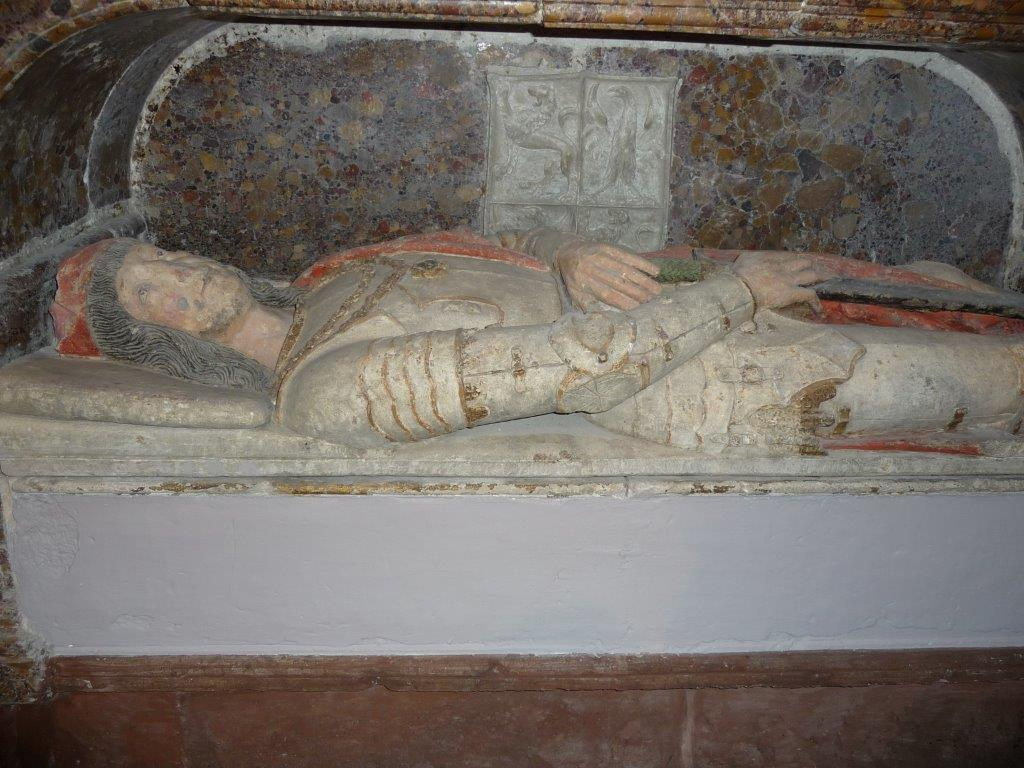
Sepulcro del infante Juan de Castilla el de Tarifa. (Capilla mayor de la catedral de Burgos).

- La Hermandad general solicitó a los tutores del rey que un ayo acompañase continuamente a Alfonso XI y le castigase y educase, y también que hombres buenos de las villas y caballeros estuviesen continuamente junto al monarca.[21]
- Se acordó que los tres tutores del rey deberían abandonar la tutoría si permitían que fueran tomadas las tierras de los ricoshombres, infanzones o caballeros, si suprimiesen las concesiones monetarias otorgadas a los mismos en el Ayuntamiento de Carrión de 1317, si no castigasen a los que perturbasen la paz en las tierras de realengo, o si no castigasen y diesen muerte a los alcaides, alcaldes y oficiales que ejecutasen a personas arbitrariamente o lisiasen a algún individuo.[22]
- En el caso de que los rehenes del tutor del rey que no cumpliera con su deber no fueran juzgados por los alcaldes de la Hermandad, los otros tutores del rey deberían matar al alcalde correspondiente y confiscar todos sus bienes.[23] Y en el caso de que los tres tutores del rey no cumpliesen con su deber y los alcaldes de la Hermandad no los juzgasen, los miembros de la Hermandad podrían ejecutarlos y sus bienes irían a parar a manos del rey.[24]
- También solicitaron los procuradores que estuviera garantizada la protección y la seguridad de los individuos cuando acudieran a las Cortes, y cada uno de los tutores del rey garantizó la seguridad de todos los que acudieran y fueran naturales de los territorios donde los habían reconocido como tutores del rey.[24]
- Los miembros de la Hermandad solicitaron que en caso de que hubiera que convocar una reunión de Cortes anticipadas para el reino de Castilla, los habitantes de la ciudad de Burgos lo pregonaran por toda Castilla, y los tutores aprobaron la petición.[24]
- También solicitaron que en caso de que hubiera que convocar una reunión de Cortes anticipadas para el reino de León, los habitantes de la ciudad de León lo pregonaran por todo su reino, y los tutores estuvieron conformes.[24]
- Los miembros de la Hermandad solicitaron que en caso de que hubiera que convocar una reunión de Cortes anticipadas para el reino de Toledo, los habitantes de la ciudad de Toledo lo pregonaran por todo su reino, y los tutores aprobaron su petición.[24]
- Se dispuso también que en caso de que hubiera que convocar una reunión de Cortes anticipadas para Extremadura, se comunicara primero a los de la villa cabeza del obispado, y los tutores aprobaron la petición.[24]
- Además, se dispuso que los que no acudieran a las Cortes, independientemente de su lugar de origen, deberían pagar 6.000 maravedís de multa que irían a parar a manos de los ricoshombres que acudieran, y se dispuso también que cada caballero o escudero que no acudiera a las Cortes debería pagar 2.000 maravedís, a menos que tuviera alguna excusa para no hacerlo.[24]
- Los concejos que no enviaran representantes o personeros a las Cortes deberían pagar 2.000 maravedís de multa, a menos que pudieran presentar una excusa, y el dinero de la sanción sería para los otros personeros de su reino.[24]Escudo de armas del infante Juan de Castilla, hijo del rey Alfonso X.

Escudo de armas del infante Juan de Castilla, hijo del rey Alfonso X.

- Los tutores del rey que se apoderaran, sin razón, de tierras pertenecientes a ricoshombres, caballeros o infanzones, deberían reparar los daños ocasionados en un plazo de 60 días o perderían la tutoría del rey,[24] y a los individuos que no pagaran sus tributos, además de confiscar sus tierras, se les exigiría que pagasen los tributos doblados.[24] No obstante, también se dispuso que en caso de que los tutores del rey tomaran dinero sin razón y presentando una carta del rey,[24] a algún ricohombre, infanzón o caballero, deberían reparar el daño ocasionado en un plazo de 60 días o perderían la tutoría del rey.[24]
- Los procuradores solicitaron que los merinos mayores fueran acompañados por alcaldes del rey y que en la Corte hubiera cuatro alcaldes y escribanos para poder librar los pleitos, y que dos de ellos fueran hijosdalgo y los otros dos hombres buenos de las villas y ciudades. Y también solicitaron que fueran de la Hermandad general, que tuvieran sus soldadas, y que librasen los pleitos de sus comarcas de origen.[25] No obstante, los tutores del rey dispusieron que nombrarían a esos alcaldes pero con el consejo de los caballeros y ricoshombres de la Hermandad general, y que serían nombrados por el rey y no por la Hermandad.[25]
- Los procuradores se quejaron a los tutores del rey de los daños, crímenes, saqueos y violencias cometidos en Castilla desde la muerte de Fernando IV, ocurrida en 1312, y solicitaron que pusiesen remedio a todos esos males.[26] No obstante, la reina María de Molina y el infante Juan dispusieron que los daños ocasionados por los partidarios de los tutores del rey no podrían ser reparados debido a que el infante Pedro se encontraba en la frontera, pero sí podrían reparar los daños ocasionados antes de la muerte de Fernando IV.[25]
- También solicitaron que tuvieran validez las mercedes otorgadas por Fernando IV en cuanto a la exención de las cuentas y pesquisas, que desde las Cortes de Madrid de 1309 se pagasen todos los tributos correspondientes, y que las cartas de pagamiento o de quitamiento otorgadas por dicho monarca en relación con los impuestos reales fueran válidas,[27] y los tutores del rey estuvieron conformes.[27]
- Los representantes de la Hermandad general solicitaron que los concejos no tuvieran que dar cuenta de las cantidades tomadas de los impuestos reales que hubieran sido utilizadas para cosas necesarias o mejoras de las villas de reino,[27] y los tutores del rey se mostraron conformes a menos que hubiera algún afectado que lo denunciara, pero decretaron que en lo sucesivo debería respetarse el señorío del rey.[28]Últimos momentos de Fernando IV el Emplazado. Óleo sobre lienzo de José Casado del Alisal. 1860. (Palacio del Senado de España).

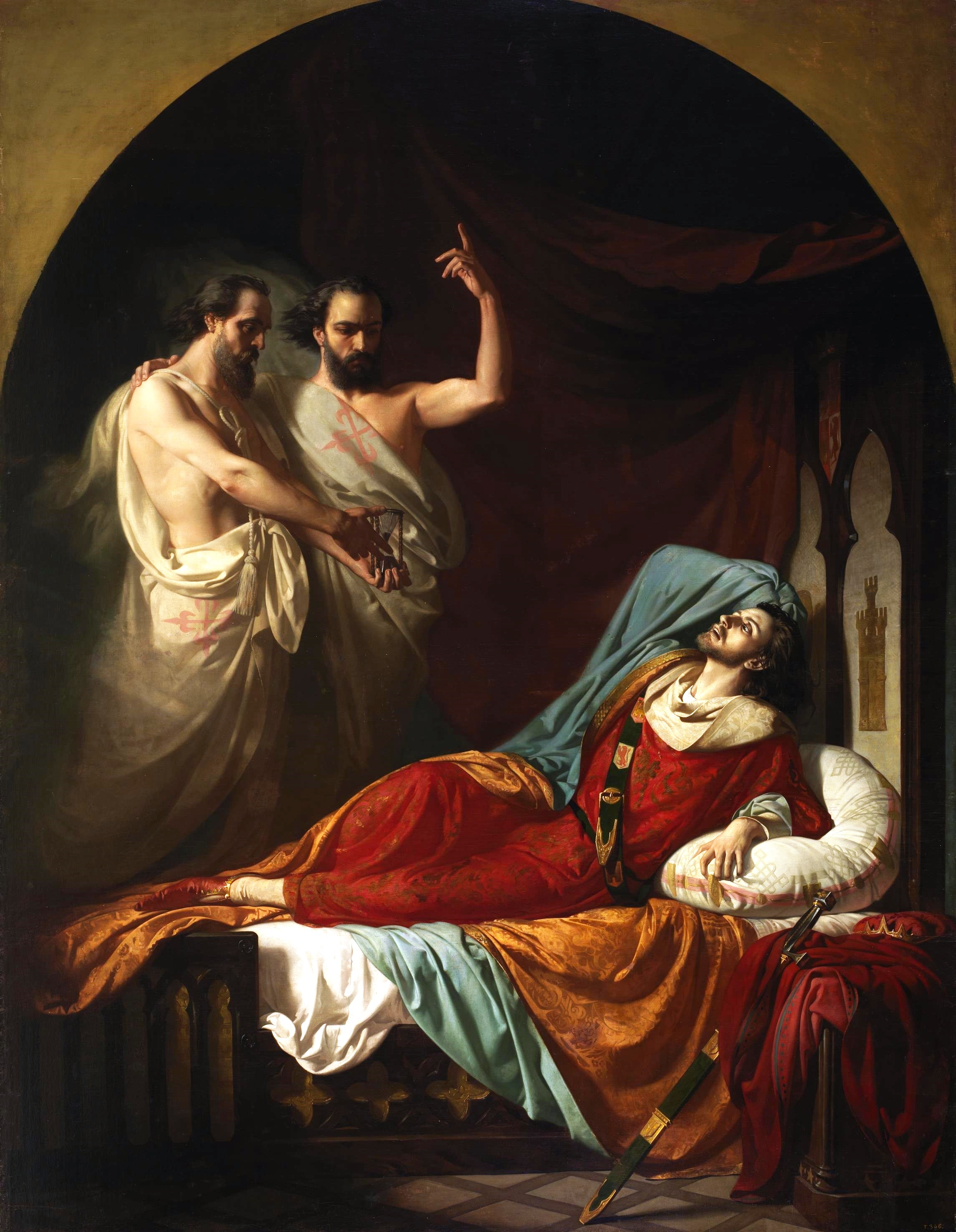
Últimos momentos de Fernando IV el Emplazado. Óleo sobre lienzo de José Casado del Alisal. 1860. (Palacio del Senado de España).

- Además, los procuradores también protestaron ante las Cortes porque algunos individuos desempeñaban varios cargos a la vez.[29]
- Los miembros de la Hermandad solicitaron que en caso de que los hombres buenos a los que los tutores del rey habían entregado rehenes cometieran algún mal,[22] deberían repararlo en un plazo de 30 días o sus bienes serían confiscados hasta que reparasen el daño y dieran el doble al denunciante y, además, solicitaron que si los tutores del rey no cumplieran este mandato perdieran la tutoría.[22]
- Los representantes de la Hermandad solicitaron que los infantes Juan y Pedro repartieran con los naturales del reino las tierras del rey que disfrutaban y administraban, y que en caso contrario perdieran la tutoría del rey,[22] y también reclamaron que los tutores entregasen a los ricoshombres la tierra que les correspondía para que ellos la repartieran con los naturales del reino, y que en caso de que no lo hicieran así fueran desterrados.[22]
- Se creó el cargo de alcalde de los hijosdalgo, que debería resolver los pleitos contenidos en los cuadernos de la Hermandad general, y debería respetar tanto los fueros del reino de Castilla como los del reino de León.[30]
- Los procuradores del reino plantearon el problema suscitado por las apelaciones que deberían resolverse en la Corte, ya que el hecho de que el rey y sus tutores fueran acompañados por alcaldes de la Corte creaba frecuentemente inconvenientes a la hora de resolver las causas que habían sido objeto de apelación, pues a veces los jueces no podían resolver los pleitos porque una de las partes acudía ante los alcaldes que acompañaban al rey y la otra parte comparecía ante los alcaldes que iban con los tutores del rey. No obstante, los tutores del rey no solucionaron el problema y se limitaron a señalar que obrarían del modo que más beneficiase a Dios, al rey y a la tierra.[30]
- Los representantes de la Hermandad general se quejaron de los abusos cometidos por los merinos, los oficiales reales,[31] y los habitantes de las villas contra los miembros de la Hermandad general, quebrantando de ese modo lo establecido en el Cuaderno de Hermandad.[30] Y además, se responsabilizó a los tutores del rey de haber nombrado oficiales que no eran naturales de las villas o ciudades donde desempeñaban sus cargos, quebrantando con ello lo dispuesto en el mencionado Cuaderno y en los fueros y privilegios de las villas y ciudades.[30] Y ello demuestra, como señalan diversos autores, que los tutores del rey incumplieron sistemáticamente los ordenamientos de Cortes anteriores, así como los fueros y privilegios de numerosas ciudades, al nombrar jueces y alcaldes de salario, ya que los procuradores del reino solicitaron en las Cortes de Carrión y en otras anteriores que esos funcionarios fueran naturales de las villas y ciudades donde realizarían su labor, a menos que lo solicitase todo el concejo o la mayor parte del mismo.[32]Monasterio de Santa María de Valbuena. (Provincia de Valladolid).

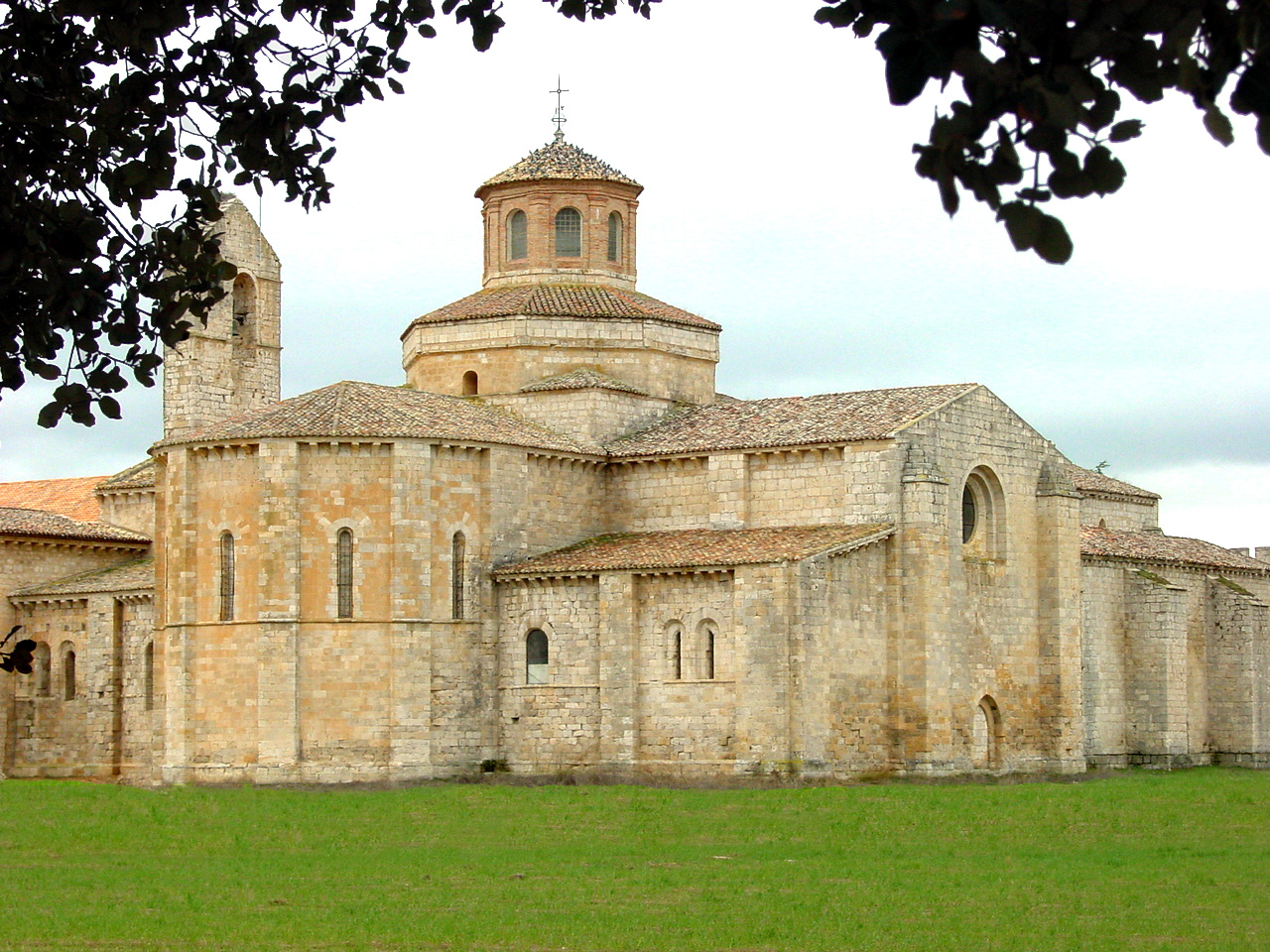
Monasterio de Santa María de Valbuena. (Provincia de Valladolid).

- Se dispuso que los merinos y los oficiales del rey deberían cumplir las sentencias emitidas por los alcaldes de la Hermandad, y que en caso de que no lo hicieran pagaran doblada la pena que tuvieran que hacer cumplir.[11] La mitad de dicha cantidad correspondería al alcalde que emitió la sentencia y la otra mitad sería para el demandante.[11]
- En caso de que algún merino tomase algo a algún miembro de la Hermandad general sin un juicio previo de los alcaldes y jueces correspondientes, debería pagar el doble de lo tomado, y, en caso de que no estuviera en su casa cuando fueran a buscarlo, debería comparecer antes de nueve días,[23] y en caso de que no se presentara debería pagar directamente el doble de lo que hubiera tomado, al igual que si ya hubiera sido juzgado.[23]
- También protestaron los representantes concejiles porque a veces los alcaides de los castillos junto con los alcaldes y oficiales reales de las villas mataban y lisiaban a las personas «ssin ffuero et sin derecho», y por ello solicitaron a los tutores del rey que los que obraran de ese modo fueran condenados a muerte.[33] Además, también solicitaron que el dinero de las tenencias de los castillos del rey fuera repartido de acuerdo con los miembros de la Hermandad general, y los tutores del rey afirmaron que tratarían el asunto en privado con los hombres buenos de dicha Hermandad.[31]
- Los miembros de la Hermandad solicitaron que la fortaleza erigida a la muerte de Sancho IV en el municipio de Valbuena de Duero fuera demolida,[31] y los tutores del rey accedieron a su petición y acordaron que ordenarían al adelantado mayor de Castilla, Garcilaso I de la Vega, que derribara la fortaleza.[31]
- Los caballeros, hijosdalgo, y hombres buenos que acompañasen al rey en una campaña y no le sirvieran bien deberían devolver la cuantía de su soldada doblada.[11]

### Disposiciones relativas a la Hermandad general

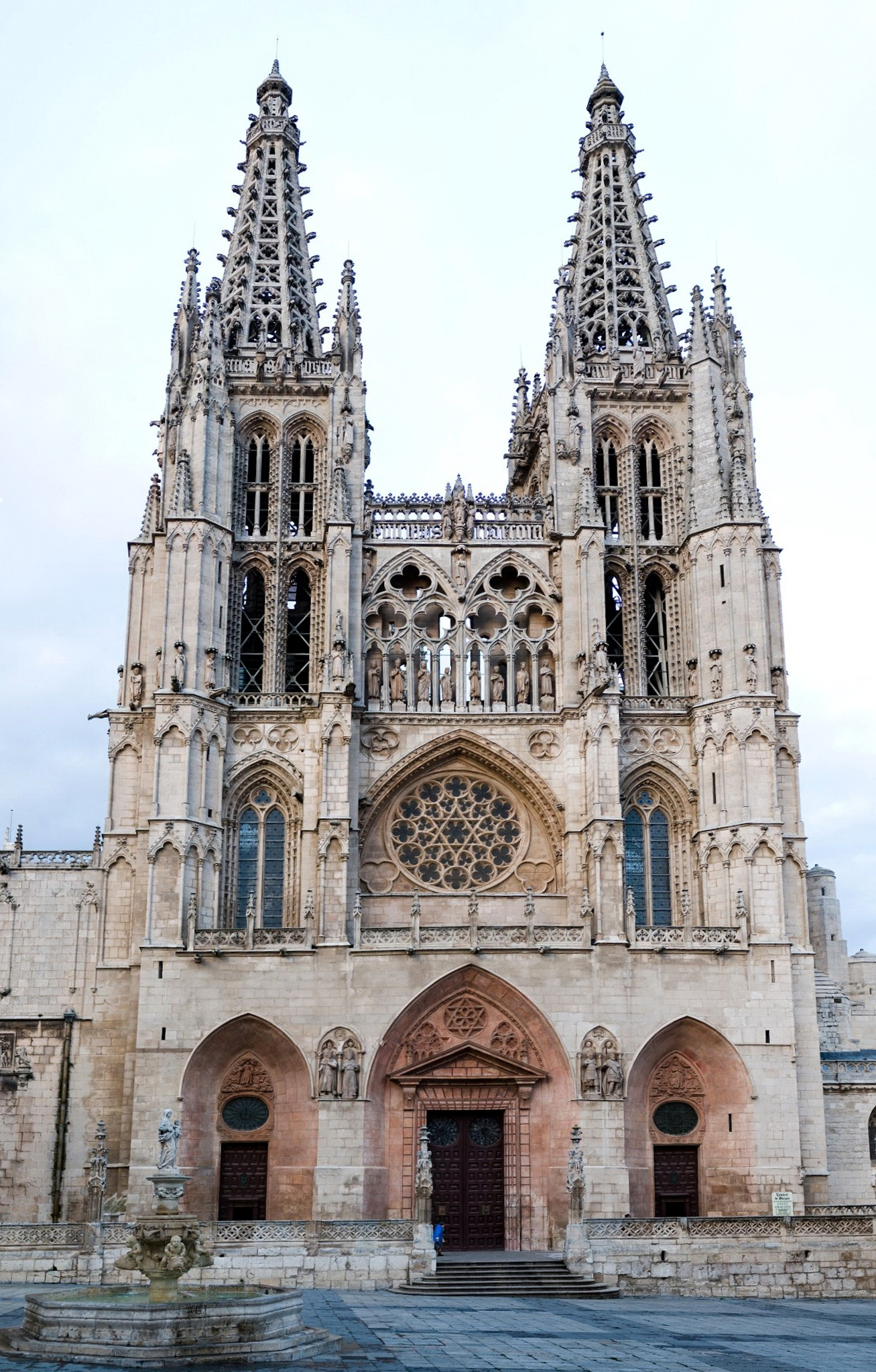
Fachada principal de la catedral de Burgos.

- Los representantes de la Hermandad general solicitaron a los tutores del rey que los caballeros, los hijosdalgo, y los hombres buenos personeros de dicha Hermandad respetaran los acuerdos suscritos entre la propia Hermandad y los concejos que la integraban, y los tutores accedieron a su demanda.[22]
- Quedaron fijadas algunas normas para el funcionamiento de la Hermandad general, al contemplarse la posibilidad de que pudieran celebrarse reuniones extraordinarias de la misma, y se fijaron los posibles lugares de reunión en Castilla, León, Toledo y las Extremaduras, y se recordó además la obligación que tenían las villas y ciudades que integraban la Hermandad de enviar sus personeros a dichas reuniones.[33]
- Los alcaldes de la Hermandad desempeñarían su cargo durante un año y los nuevos alcaldes deberían prestar juramento ante ellos.[23]
- Los tutores del rey aprobaron que la Hermandad tuviese dos alcaldes en las ciudades y villas, siendo uno de ellos de los hijosdalgo y otro de los hombres buenos, y se dispuso que la jurisdicción de dichos alcaldes anularía la de los merinos mayores y menores y las de los demás representantes de la justicia.
- Los alcaldes de la Hermandad presentes en las Cortes de Carrión que no hubieran resuelto los pleitos que les mostraron deberían resolverlos, y a los alcaldes que no hubieran acudido a las Cortes se les entregarían cartas para que pudieran hacer lo mismo.[23]
- Además, se regularon algunas cuestiones relativas a los alcaldes de la Hermandad general, y se dispuso que en caso de que un alcalde se ausentase y delegase sus funciones en un nuevo alcalde, este último sería el responsable de los daños o perjuicios que pudiera ocasionar, aunque si el anterior alcalde se ausentaba y no dejaba un sustituto, debería pagar doblados los daños ocasionados por el nuevo alcalde.[11]
- Los miembros de la Hermandad reclamaron a los tutores del rey que todos los fueros y privilegios que estos últimos hubieran emitido tras las Cortes de Burgos de 1315, y que atentasen contra la Hermandad general, fueran revocados,[23] y los tutores del rey decretaron que deberían mostrárseles esos documentos para que ellos los derogaran de acuerdo con los hombres buenos de la Hermandad.[23]
- A pesar de lo previsto en el Cuaderno de Hermandad, en 1317 aún no habían sido designados todos los alcaldes de la Hermandad general que correspondían a cada una de las merindades y comarcas y, además, los merinos y los oficiales de las villas se resistían frecuentemente a cumplir las disposiciones de los alcaldes de la Hermandad general, quebrantando con ello lo dispuesto en el Cuaderno de esta última.[34] Y a causa de ello, los tutores del rey acordaron que cada año deberían nombrarse, ocho días antes de la festividad de San Martín, alcaldes en las villas y merindades,[11] y que en caso de que no se hiciera deberían pagar 2.000 maravedís de multa que irían a parar a manos de los alcaldes de la Hermandad de la comarca más cercana.[11] Y se decretó además que lo anterior debería ser pregonado por todas las comarcas del reino, y en caso de que no se hiciera así deberían pagarse 2.000 maravedís de multa.[11]
- Se decretó que en el caso de que la Hermandad general nombrase a algún individuo alcalde o mensajero, este debería aceptar el nombramiento y cumplir fielmente sus obligaciones, bajo pena de 6.000 maravedís de multa, y en caso de que recibiesen algún daño durante en el ejercicio de su cargo debería ser reparado.[11]
- Los miembros de la Hermandad solicitaron que los ricoshombres que no pertenecieran a la Hermandad general deberían entregar el número de rehenes establecido, al igual que si pertenecieran a ella,[35] y que los ricoshombres que no hubieran entregado rehenes no deberían cometer crímenes o violencias en todo el territorio.[22]Privilegio rodado concedido en 1327 por Alfonso XI al monasterio de San Clemente de Sevilla.

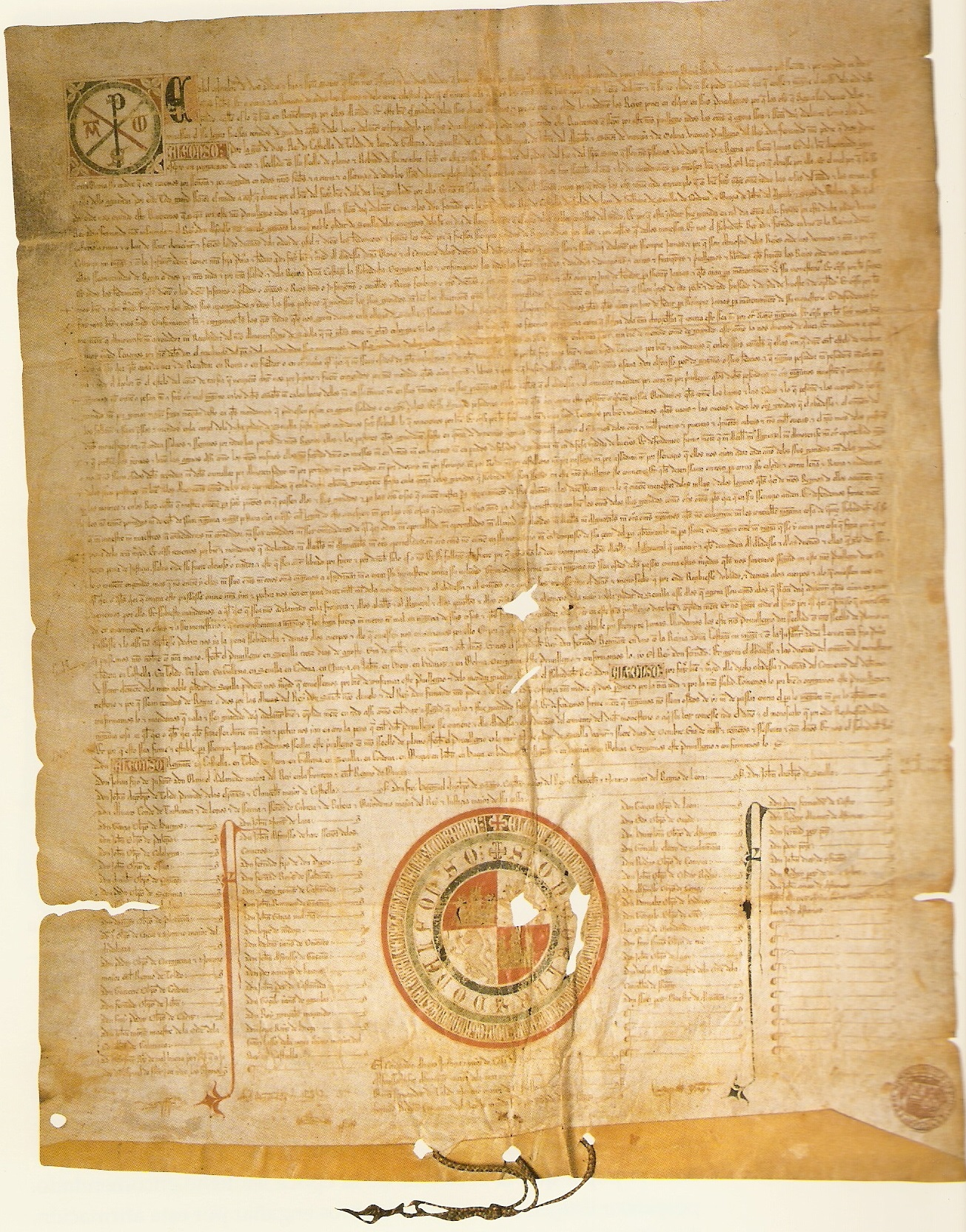
Privilegio rodado concedido en 1327 por Alfonso XI al monasterio de San Clemente de Sevilla.

- Diversos historiadores modernos señalan que los integrantes de la Hermandad general solicitaron durante las Cortes de Carrión «un auténtico privilegio de habeas corpus», al demandar «que no fuessen pressos sin fuero» los ricoshombres, caballeros o hijosdalgo de la Hermandad general. Y los tutores del rey accedieron a dicha demanda y también dispusieron que en el caso de que alguno de los hijosdalgo de la Hermandad robase o matase a alguno de los habitantes de las villas o ciudades que formaban parte de la misma debería ser apresado y castigado según se disponía en los Cuadernos de la Hermandad.[33]
- La Hermandad general intentó alcanzar un mayor protagonismo a la hora de designar a los alcaldes de la Corte y a los alcaldes que debían acompañar a los merinos mayores.[30]
- Se decretó, a petición de la Hermandad general, que los alcaldes de la Corte no deberían emitir documentos que atentasen contra los fueros y cuadernos de la Hermandad,[28] y que en caso de que no lo hicieran así deberían ser privados de sus cargos y responder con sus personas por los males ocasionados, y los tutores del rey aprobaron la petición.[28]
- Los representantes de la Hermandad general solicitaron que en caso de que algún alcalde de la Hermandad cometiera algún robo o violencia y fuera denunciado ante los oficiales del rey y ante los otros alcaldes de la Hermandad, fuera juzgado por estos últimos,[25] y que para el cumplimiento de la sentencia se acudiera a los oficiales reales. Y también reclamaron que la mitad del importe de la sanción fuera para el denunciante y la otra mitad para los alcaldes de la Hermandad, y los tutores del rey accedieron a su petición,[25] ampliándose además las competencias de los alcaldes de la Hermandad general.[30]
- En caso de que los alcaldes de la Hermandad no cumplieran lo acordado en las Cartas de la Hermandad cuando actuaran en las merindades o comarcas, los que tuvieran algún motivo de queja contra ellos deberían presentárselas a los alcaldes segundos de la Hermandad o a cualquier otro oficial,[23] y una vez hecho eso, el culpable debería pagar el quatro doblo y la mitad correspondería al alcalde de la Hermandad y la otra mitad al demandante. Y se decretó además que en caso de que el alcalde segundo de la Hermandad o el merino no ejecutaran la sentencia en un plazo de quince días, deberían pagar el quatro doblo al demandante.[23]

### Disposiciones relativas a la cancillería real

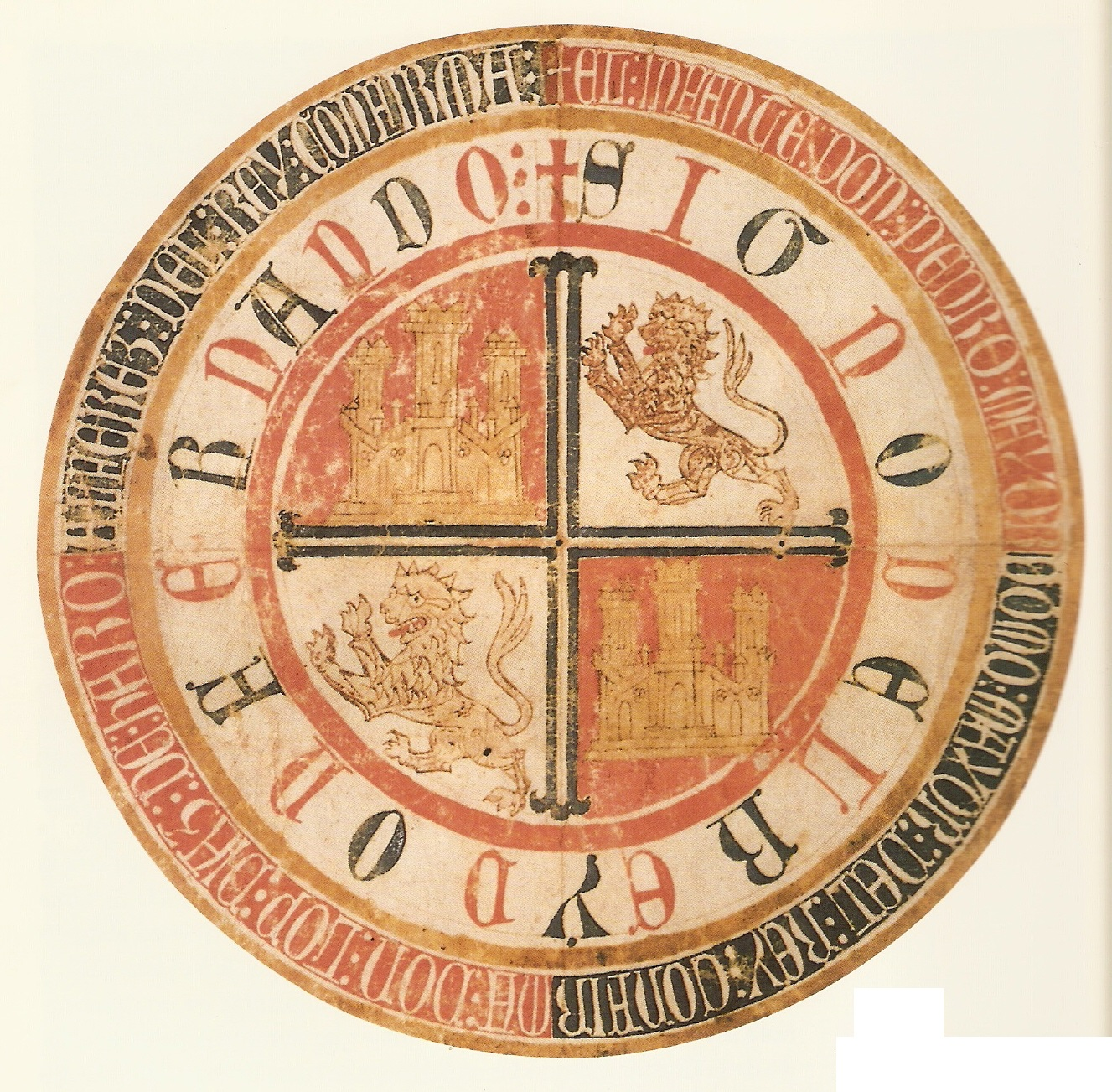
Rueda de un privilegio rodado emitido durante el reinado de Fernando IV de Castilla, padre de Alfonso XI.

- Los representantes de los concejos solicitaron a los tutores del rey que todos los oficios de la cancillería fueran desempeñados por legos que pertenecieran a la Hermandad, ya que la mayoría de los oficios de la cancillería eran desempeñados por clérigos a los que era imposible castigar.[36] Y además, se recordó a todos los oficiales de la cancillería la obligación de revisar las cartas emitidas y,[37] a algunos oficiales en particular, su ratificación con «vista», ya que era un requisito imprescindible para el sellado de las cartas,[37] y se decretó que a los que quebrantasen estas normas les sería aplicada la pena de muerte.[37]
- Al igual que en las Cortes de Palencia de 1313, los representantes de los concejos solicitaron a los tutores que la elección de los oficiales de la cancillería real fuera realizada personal y directamente por ellos, y que los elegidos no arrendasen sus cargos y fueran hombres cuerdos y no codiciosos, cumplidores de la ley, y temerosos de Dios y del rey.[38] Además, también solicitaron que dichos oficiales no fueran clérigos o judíos, ya que achacaban las irregularidades y la corrupción existentes en la cancillería a la procedencia social de dichos oficiales.[39] No obstante, los tutores del rey dispusieron que el rey podría dar los oficios de la cancillería a quien considerase oportuno y a quien entendiere que le serviría mejor.[40]
- El escribano de cámara que emitiese cartas de justicia sin que los tutores del rey lo hubiesen ordenado sería condenado a muerte.[37]
- Se prohibió a los oficiales de la cancillería, entre los que se contaban los alcaldes, escribanos, notarios o registradores, que cobrasen cantidades o gratificaciones que no estuvieran establecidas cuando emitieran documentos o realizaran otras actividades propias de su oficio.[39]

### Disposiciones tributarias
- Los representantes de la Hermandad general solicitaron que los recaudadores que recaudasen más de los dos servicios debidos al rey pagaran el doble, y los tutores del rey decretaron que se les mostrara dónde ocurrió eso y que ellos juzgarían con arreglo al derecho.[11]
- Los miembros de la Hermandad solicitaron que los diezmos del rey continuaran siendo recaudados en los lugares donde había costumbre de hacerlo, y los tutores del rey se mostraron conformes, aunque exceptuaron el municipio de Alburquerque y señalaron que si no se podían recaudar allí deberían ser recaudados en otro lugar.[28]Gran dobla o dobla de a diez de Pedro I de Castilla, hijo y sucesor de Alfonso XI, acuñada en Sevilla en 1360. (M.A.N., Madrid).

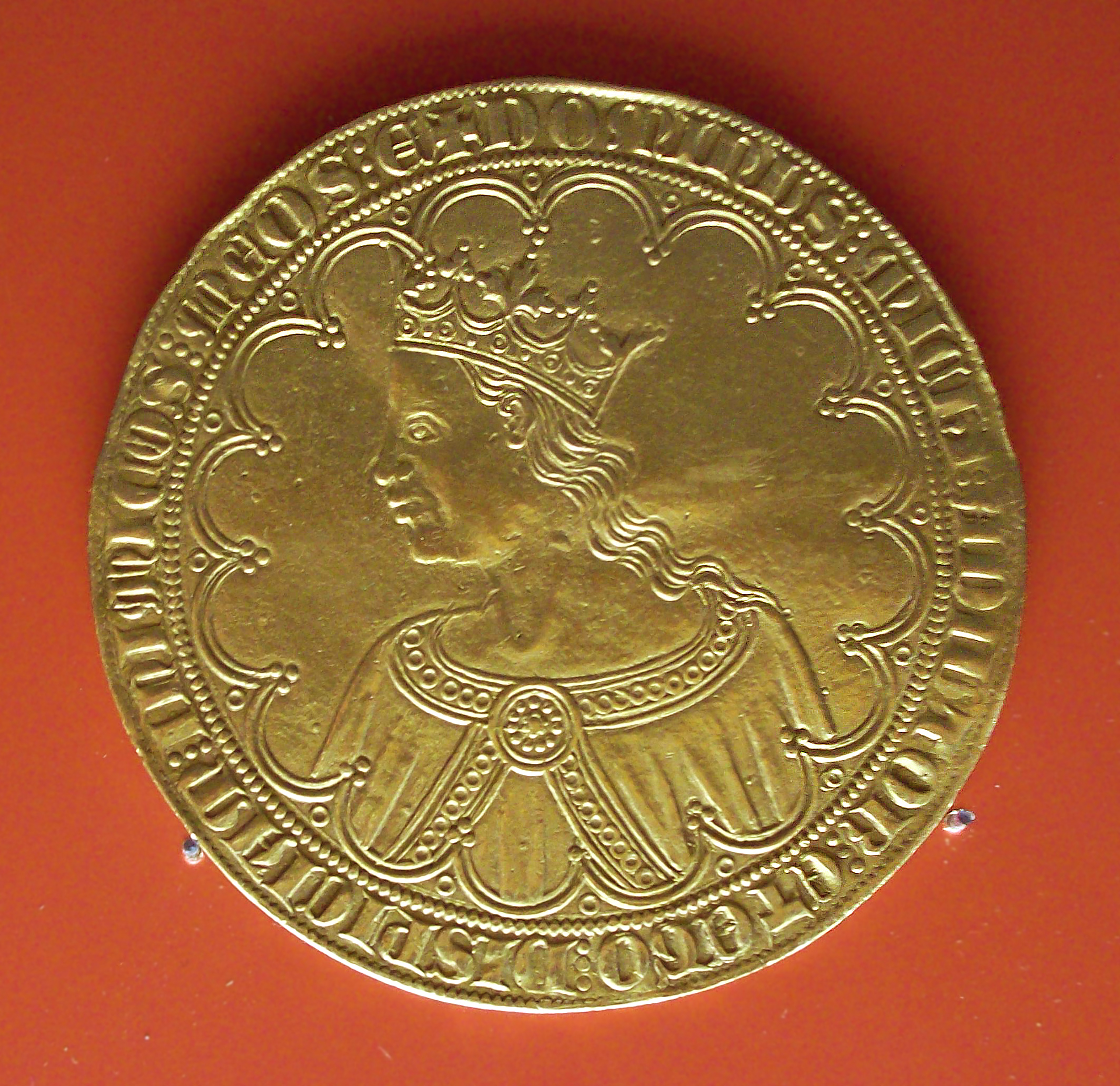
Gran dobla o dobla de a diez de Pedro I de Castilla, hijo y sucesor de Alfonso XI, acuñada en Sevilla en 1360. (M.A.N., Madrid).

- También se solicitó que los yantares debidos al rey no fueran pagados en metálico, ya que ello atentaba contra algunos fueros de las villas y ciudades del reino.[31]
- Los representantes de la Hermandad solicitaron a los tutores del rey que fuera devuelta a los municipios la fonsadera que había sido tomada injustamente en los lugares que tenían privilegio de exención,[41] pero la reina María de Molina y el infante Juan respondieron que no serían devueltas las cantidades recogidas en concepto de fonsadera, aunque hubieran sido tomadas o prendadas por la fuerza,[41] pero sí accedieron a no tomar el dinero pendiente de recaudar.[42] Y también se decretó que cuando el rey participase personalmente en una campaña deberían pagar la fonsadera,[43] aunque los nobles solamente podrían reclamarla en los lugares que no estuvieran exentos de abonarla,[44] y se ordenó que cuando los caballeros participaran en una campaña se les entregarían caballos y cobrarían de ese modo la fonsadera, pero los que no fueran a la campaña no tendrían derecho a reclamar nada.[45]
- Se regularon algunas de las funciones de los merinos y se dispuso que solamente tomarían prendas a los contribuyentes cuando los recaudadores los convocasen para ello,[23] y en dicho caso deberían ayudarles a tomar las prendas necesarias.[46]
- Los impuestos reales deberían ser recaudados por hombres buenos de las villas y ciudades,[47] y no podrían ser arrendados por los caballeros, clérigos o judíos.[48]
- Los representantes de los concejos se quejaron de la ineficacia demostrada por los controles de aduanas en los puertos,[49] y solicitaron a los tutores del rey que castigaran con severidad a los que sacasen del reino cosas vedadas, entre las que se incluían los animales vivos o muertos, los metales preciosos o la moneda acuñada.[49]

### Disposiciones relativas a los judíos
- La reina María de Molina y el infante Juan decretaron, a petición de los procuradores castellanos, que Johan García y el rabí Don Mosse no fueran arrendadores del rey ni recaudadores de tributos, y también ordenaron que dichos individuos deberían devolver lo recaudado hasta entonces.[50]
- Y con respecto a la práctica de la usura, se dispuso que se cumpliera lo establecido en las Cortes de Burgos de 1315.[51]